# Eine Frau, die weiß, was sie will (Operette)
Eine Frau, die weiß, was sie will (auch: Manon) ist eine musikalische Komödie in zwei Akten (fünf Bildern) von Oscar Straus (Musik) mit einem Libretto von Alfred Grünwald frei nach Le Fauteuil 47 (1923) von Louis Verneuil. Die Operette wurde am 1. September 1932 im Metropol-Theater in Berlin uraufgeführt.

## Handlung
Eine ausführliche Inhaltsangabe bietet der Verleger des Werkes, Felix Bloch Erben.

“The story is a routine one about a hard-headed business man whose lovely young daughter feels the call of the blood of the mother, who gave up husband and child for her stage career fifteen years before. But the circumstances of the inevitable meeting of mother and daughter and the outcome of the conflict between Mr. Matisson and the great Cavallini are handled in such a way as to keep the spectators in doubt until the last minute. The charming Lil Dagover is well supported by the blonde Maria Beling, the dashing Adolf Wohlbrueck and the stern Anton Edthofer. Based on one of Oscar Straus's minor operettas, the film contains several well-performed musical numbers.”

„Lilli Palmer spielt in der musikalischen Verwechselungskomödie gleich zwei Rollen: Eine gutbürgerliche Lehrerin schlüpft in die Rolle ihrer verstorbenen Großmutter, einer gefeierte Revuesängerin und Lebedame, um deren Vermächtnis einzulösen.“

„Eine gutbürgerliche Lehrerin nimmt die Rolle ihrer verstorbenen Großmutter an. Diese war eine gefeierte Revuesängerin und Lebedame der Jahrhundertwende. Ihrer Enkelin hinterließ sie einen Koffer voller Operettenkostüme und zehntausend Taler sowie den Rat, mit dem ererbten Geld dem ortsansässigen Theater zu helfen, sich selbst die Hauptrolle zu geben und nach der Premiere den Autor und Komponisten des Werkes zu suchen.“

## Orchester
Die Orchesterbesetzung der Operette umfasst die folgenden Instrumente:
- Holzbläser: Flöte, Oboe, zwei Klarinetten, Fagott
- Blechbläser: drei Trompeten, Posaune
- Pauken, Schlagzeug: kleine Trommel, Becken, große Trommel, Holztrommel, Tamburin, Triangel, Glocken oder Glockenspiel, Jazzschlagzeug
- zwei Klaviere, Celesta
- Gitarre
- Streicher

## Werkgeschichte
In der Uraufführung spielte Fritzi Massary (1882–1969) die Titelrolle. Die Aufführung der Operette hatte bereits 1932 unter Angriffen von Seiten der Nationalsozialisten zu leiden und wurde gezielt gestört. Als Grund ist sicherlich nicht nur die Beteiligung „nichtarischer“ Autoren und Darsteller zu sehen, sondern auch das gewandelte Frauenbild darin, das im Widerspruch zu dem der völkisch-nationalen Ideologie stand.
Die Operette wurde nach 1933 auch in Österreich weiter aufgeführt. Im Oktober 1960 wurde sie in Wien von Karl Farkas am Raimund-Theater neu inszeniert, Zarah Leander spielte die Hauptrolle, in der sie bereits 1933 in Schweden bei der dortigen Uraufführung zu sehen gewesen war, an der Seite von Fritz Imhoff, Hannelore Cremer und Hans Unterkircher. Ab 26. Dezember 1961 spielte sie die Rolle auch in einem Gastspiel am Storateater, Göteborg.
Auch in jüngster Zeit wurde die Operette in moderner Neuinszenierung wieder aufgeführt, in Berlin seit der Uraufführung 1932 erstmals wieder im Jahr 2015 unter der Regie von Barrie Kosky an der Komischen Oper Berlin, die sich heute im Gebäude des damaligen Metropol-Theaters befindet.

## Aufnahmen
Tondokumente auf Schallplatten
- Couplet der Ninon, aus Eine Frau, die weiss, was sie will (Oscar Straus – A. Grünwald)
Fritzi Massary m. Orchester, Dirigent: Hans Schindler. Electrola E.G.2604 (OD 1083-III) 1932 (Youtube)
- Warum soll eine Frau kein Verhältnis haben?, Chanson aus der Operette Eine Frau, die weiß, was sie will (Oscar Straus – A. Grünwald)
Fritzi Massary m. Orchester, Dirigent: Hans Schindler. Electrola E.G.2604 (OD 1084-II) 1932 (Youtube)
- Ich bin eine Frau, die weiß, was sie will, Chanson aus der Operette Eine Frau, die weiß, was sie will (Oscar Straus – A. Grünwald)
Fritzi Massary m. Orchester, Dirigent: Hans Schindler. Electrola E.G.2605 (OD 1091-III) 1932
- Jede Frau hat irgendeine Sehnsucht. Chanson aus der Operette Eine Frau, die weiß, was sie will (Oscar Straus – A. Grünwald)
Fritzi Massary m. Orchester, Dirigent: Hans Schindler. Electrola E.G.2605 (OD 1092-II) 1932 (Youtube)
- Die Sache, die man Liebe nennt, Lied und Tango aus der Operette Eine Frau, die weiß, was sie will (Oscar Straus – A. Grünwald)
Oscar Joost und sein Orchester. Gesang: Austin Egen. Kristall 3307 (C 2246), Berlin 1932
- Jede Frau hat eine kleine Sehnsucht, Slowfox aus dem Tonfilm: Eine Frau, die weiß, was sie will (Oscar Straus – Alfred Grünwald)
Hermann von Stachow Tanzorchester mit deutschem Refraingesang: Leo Monosson. Polydor Nr. 24 823 B (1934) (Youtube)

Wiederveröffentlichungen
- CD „Erinnerungen an Fritzi Massary“. Label: Preiser (Naxos Deutschland Musik & Video Vertrieb). Erscheinungsdatum 1. Januar 1997,
enthält von Oscar Straus aus: Eine Frau, die weiß, was sie will, Operette:
Ich bin eine Frau, die weiß, was sie will 2:40 / Jede Frau hat irgendeine Sehnsucht 3:22 / Ninon, Ninon 3:05 / Warum soll eine Frau kein Verhältnis haben? 3:13[17]
- CD „Operetten-Träume: Die ganze Welt ist himmelblau“. Anzahl der Disks: 2. Label: Elite Special. Copyright: 1999. Erscheinungsdatum 15. November 1999,
enthält auf Disc 1:
„Melodien von Oscar Straus: Ich bin eine Frau, die weiß, was sie will – Na, hat die Frau nicht etwas – Die Sache, die man Liebe nennt – Das ist der letzte Walzer – Jede Frau hat eine kleine Sehnsucht“[18]

## Verfilmungen
- Spielfilm Deutschland 1934, Regie: Victor Janson, Hauptrolle: Lil Dagover, Musik (Bearbeitung): Werner Schmidt-Boelcke.[19] Uraufführung: Deutschland 31. August 1934. Auch in Österreich und der Tschechoslowakei.[20]
- Spielfilm Tschechoslowakei 1934, Regie: Václav Binovec, Buch: Vilém Werner und Jaroslav Mottl. Tschechischsprachige Version von „Eine Frau, die weiß, was sie will,“ D 1934.
Originaltitel: Žena, ktera vi co chce. Uraufführung 17. August 1934. Darsteller: Markéta Krausová als Manon Cavallini, Jirí Steimar als Herr Cavallini, Truda Grosslichtová als Vera, Ružena Slemrová als Babetta[21]
- Eine Frau, die weiß, was sie will, Spielfilm BR Deutschland 1957/1958, Regie: Arthur Maria Rabenalt. Hauptrolle: Lilli Palmer, Musik (Bearbeitung): Erwin Straus. Uraufführung: 25. Februar 1958, Düsseldorf, Apollo; Erstausstrahlung im Fernsehen: 22. April 1963, ZDF.[22]